# Eivind Opland
Eivind Opland, né en 1955, est un pilote automobile norvégien essentiellement de rallycross.

## Biographie
Il devient à 40 ans Champion d'Europe de rallycross en  1995 sur Mitsubishi Lancer Evo II, récidivant la saison suivante sur Evo III, avant d'obtenir un troisième titre en 1997 désormais en Division 2 -pour voitures du Groupe N à traction intégrale- et toujours sur Evo III, puis un quatrième d'affilée en 1998 encore en D2, mais alors sur Evo V.
Il reçoit le titre honorifique de "Pilote Norvégien de l'année" en 1996 et 1998, et a aussi été vice-champion d'Europe de D1 en 1993 sur Nissan Sunny GT-R.
Il obtient un total de 32 victoires en championnat d'Europe à partir de 1987 (à Melk en Autriche), dont 22 de 1995 à 1998. Sa dernière a lieu en Belgique en 2000, terminant alors 4e du championnat (devenu "SuperCars") sur Mitsubishi Carisma 6. 
Il se retire de l'ERX à la fin de la saison 2002, intégrant désormais l'équipe de son compatriote Henning Solberg qui évolue en WRC.